# سیارک ۱۹۰۶
سیارک ۱۹۰۶ (به انگلیسی: 1906 Naef، نامگذاری:1972RC) هزار و نهصد و ششمین سیارک کشف شده‌است که در ۵ سپتامبر ۱۹۷۲ کشف شد.
قدر مطلق سیارک برابر ۱۲٫۷۰ است.